# Ішпарсово
Ішпа́рсово (рос. Ишпарсово, башк. Ишбарс) — село у складі Стерлітамацького району Башкортостану, Росія. Входить до складу Підлісненської сільської ради.
Населення — 767 осіб (2010; 711 в 2002).
Національний склад:
- чуваші — 88%